# 히로사다촌
히로사다촌(広定村)은 히로시마현 세라군에 있던 촌이다. 현재의 미요시시의 일부에 해당한다